# Anne Will (Fernsehsendung)

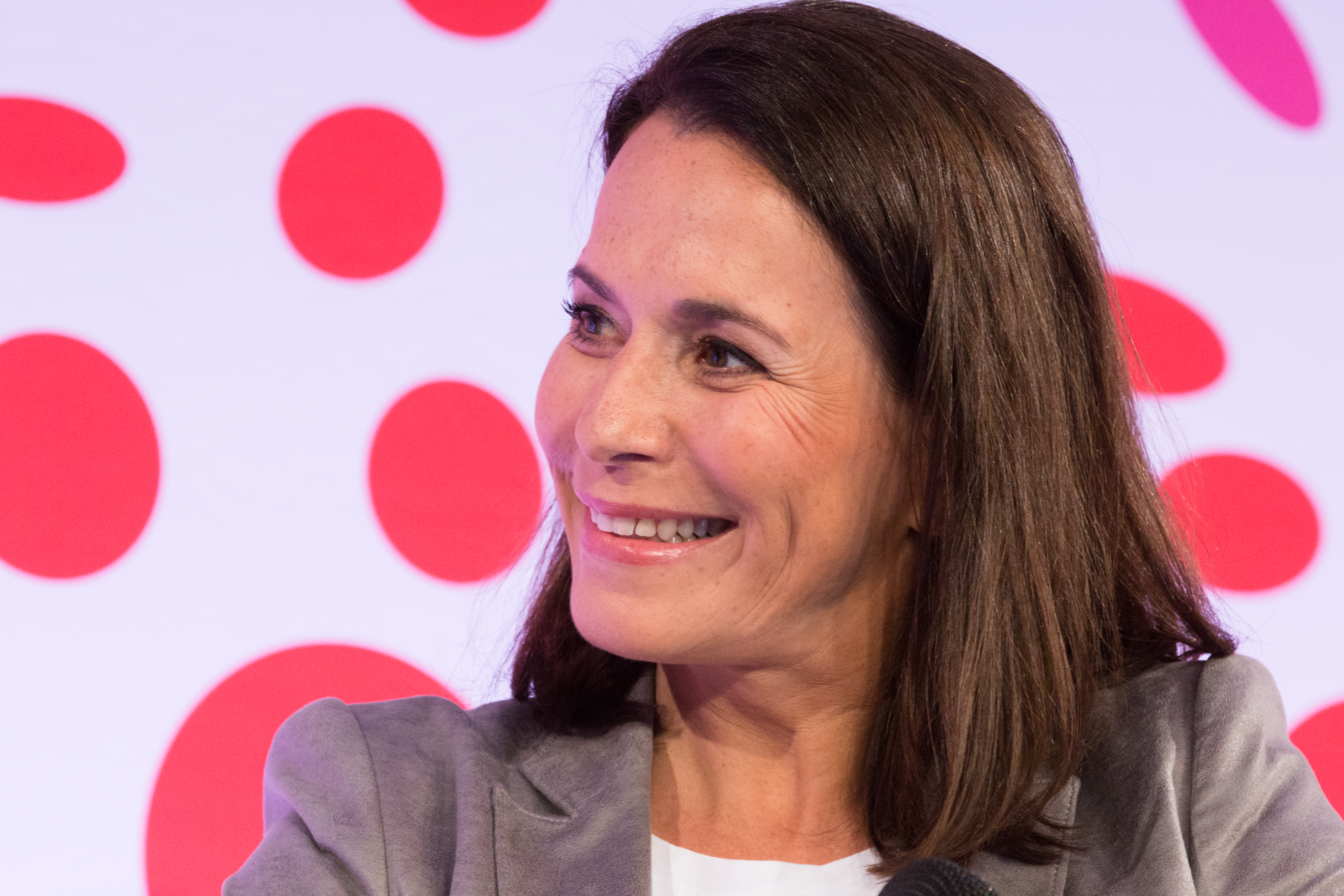
Moderatorin Anne Will (2018)

Anne Will war eine Talkshow mit politischem Schwerpunkt unter dem Motto „Politisch denken, persönlich fragen“ im öffentlich-rechtlichen Fernsehen (Das Erste, tagesschau24). Namensgeberin war die Moderatorin der Sendung Anne Will. Von September 2007 bis Dezember 2023 wurden 553 Episoden der Sendung ausgestrahlt.

## Geschichte
Die Talkshow Anne Will übernahm den Sendeplatz im Ersten von Sabine Christiansen. Der für Christiansens Nachfolge ursprünglich vorgesehene Günther Jauch sagte nach mehrmonatigen Verhandlungen ab, da er die Forderung der ARD nach journalistischer Exklusivität nicht erfüllen konnte. Daraufhin einigten sich die Intendanten der Landesrundfunkanstalten, den Sendeplatz Anne Will zur Verfügung zu stellen.
Die erste Sendung mit ihr wurde am 16. September 2007 ausgestrahlt. Ende August 2011 wechselte Will mit ihrer Sendung auf einen Sendeplatz am Mittwochabend, da nun Günther Jauch mit seiner gleichnamigen Sendung doch für den Polittalk am Sonntagabend gewonnen worden war. Nach Brancheninformationen zahlte ihm die ARD im Rahmen eines Ende 2013 auslaufenden Zwei-Jahres-Vertrages sechs Millionen Euro pro Jahr.
Am 17. Januar 2016 übernahm wieder Anne Will den Sendeplatz am Sonntagabend, da der Vertrag mit Jauch nicht weiter verlängert wurde. Eine dauerhafte Steigerung der Zuschauerquote hatte sich mit ihm nicht realisieren lassen. Der Rundfunkrat des NDR verlängerte Ende September 2015 den Vertrag mit der Produktionsfirma Wills bis Ende 2017. Im September 2017 wurden drei weitere Jahre mit 90 Sendungen beauftragt; im September 2020 wurden 89 zu produzierende Sendungen für den Zeitraum 2021 bis 2023 vertraglich vereinbart.
Im Januar 2023 kündigte der NDR an, dass das Format auf Wills Wunsch hin zum Ende des Jahres 2023 auslaufe und eingestellt werde. Die letzte Sendung wurde am 3. Dezember 2023 ausgestrahlt. Auf dem Sendeplatz folgt seit dem 21. Januar 2024 die politische Talkshow Caren Miosga.

## Format
Die Sendung orientierte sich im Aufbau an den üblichen politischen Talkshow-Formaten (wie Maybrit Illner oder Sabine Christiansen). Im Unterschied dazu nahmen in den ersten Jahren der Sendung jedoch Betroffene direkt vor der Diskussionsrunde Platz.

## Produktion
Die Sendung wurde im Auftrag des NDR von Wills eigener Produktionsfirma Will Media GmbH produziert und vom Studio Berlin Adlershof ausgestrahlt. Die genauen Herstellungskosten wurden nicht veröffentlicht, sie sollen sich Schätzungen zufolge jedoch bereits 2011 auf jährlich 7,85 Mio. Euro belaufen haben.

## Einschaltquoten
Seit 2016 war Anne Will die meistgesehene Talksendung im deutschen Fernsehen. Während 2015 jede Sendung im Durchschnitt von 1,5 Millionen Zuschauer gesehen wurde, erreichte sie nach einem Sendeplatzwechsel 2016 durchschnittlich 4,0 Millionen Zuschauer. 2017 und 2018 wurden durchschnittlich 4,1 und 3,4 Millionen Zuschauer gemessen. 2022 lag die durchschnittliche Zuschaueranzahl bei 3,6 Millionen bei einem Marktanteil von 15,1 %.  Im letzten Jahr 2023 waren es noch knapp 3 Millionen Zuschauer und ein Marktanteil von 13,1 %.

## Kritik
Das Konzept der Sendung und ihre Moderatorin wurden 2008 vom ARD-Programmbeirat kritisiert, weil es gegenüber der Sendung Sabine Christiansen nicht wesentlich geändert worden sei. Will gelinge es nicht, „auf Diskussionsverläufe flexibel zu reagieren“. Ferner wurden Probleme bei der Faktensicherheit moniert. Das „Timing der Sendung“ sei schlecht, da diese „oft abrupt“ ende. Beiträge führten „häufig zu Brüchen in der Diskussion.“ Auch Michael Hanfeld schrieb nach der ersten Sendung in der FAZ, Wills Moderation sei ungeschickt und die Stimmung unterscheide sich nicht vom Weltuntergangsszenario bei Sabine Christiansen.
Friedbert Pflüger, CDU-Politiker und Mitglied des Rundfunkrates des RBB Berlin, forderte 2008 nach einer Ausstrahlung mit Klaus Wowereit von der ARD, die Talkshow abzusetzen: „Die Sendung Anne Will zeichnet sich immer mehr durch Un- und Halbwahrheiten und bewusste Verzerrung von Sachverhalten aus.“ Nachdem sich Will und Pflüger auf eine Richtigstellung geeinigt hatten, nahm Pflüger seine Forderung zurück.

### Regierungsnähe
Eine Sondersendung von Anne Will zur Flüchtlingskrise in Deutschland ab 2015 mit Bundeskanzlerin Angela Merkel als einzigem Gast kommentierte Michael Hanfeld in der FAZ: „So nah kann ein öffentlich-rechtlicher Sender der Politik sein […] Beschwörungsformeln werden rund eine Stunde lang variiert, ohne dass die offen zu Tage tretenden Probleme, um die es bei der – fast hätten wir es vergessen – Flüchtlingskrise eigentlich geht, jemals konkret benannt würden […] Die Widersprüche, in die sich Angela Merkel im Laufe der Therapiesitzung bei Anne Will verwickelt, sind sonder Zahl. […] Die Journalistin fragt das alles brav heraus und hakt es ordentlich und freundlich lächelnd ab.“
Eine weitere Sendung mit Merkel als einzigem Gast stufte Frank Lübberding in der Welt als „Anne Wills journalistische Kapitulationserklärung“ ein: „In einer betreuten Osteransprache in Interviewform durfte die Kanzlerin bei Anne Will ihre erratische Corona-Politik erklären.“
2025 sagte Will in ihrem Podcast, es sei ein Fehler gewesen, die AfD im Jahr 2023 nicht in ihre Sendung einzuladen.

## Trivia
- In den ersten Monaten der Corona-Pandemie waren in den Sendungen häufiger geschlechtsspezifische Personenbezeichnungen zu hören, sowohl als Beidnennung (Steuerzahler und Steuerzahlerinnen) als auch mit gesprochener Gender-Pause mit Glottisschlag bei Kurzformen (Steuerzahlerʔinnen).[24][25] Anfang 2018 erregte ein Fehler von Will beim Gendern der grammatisch neutralen Sachbezeichnung „Mitglied“ zu weiblichen Mitgliederinnen Aufsehen (siehe Wortschöpfung „Mitgliederin“).[26]

## Auszeichnung
- 2019: Die Goldene Kartoffel für ihre Sendungsinhalte[27]